# Olympique Lyonnais 1991-1992
Questa voce raccoglie le informazioni riguardanti l'Olympique Lyonnais nelle competizioni ufficiali della stagione 1991-1992.

## Maglie e sponsor
Lo sponsor tecnico per la stagione 1991-1992 è Nike, mentre gli sponsor ufficiale sono Canal + e Zenith Data System sulla maglia e Giraudy sui calzoncini. Il nuovo fornitore tecnico dismette le divise interamente bianche delle stagioni precedenti, introducendo dei calzoncini blu; le maglie si caratterizzano inoltre per delle maniche rosse con trama blu.
| Manica sinistra · Manica sinistra · Maglietta · Manica destra · Manica destra · Pantaloncini · Calzettoni |

## Rosa
| N. |                     | Ruolo | Calciatore           |
| -- | ------------------- | ----- | -------------------- |
|    | Francia (bandiera)  | P     | Christophe Breton    |
|    | Francia (bandiera)  | P     | Gilles Rousset       |
|    | Francia (bandiera)  | D     | Ghislain Anselmini   |
|    | Francia (bandiera)  | D     | Alexandre Bès        |
|    | Ciad (bandiera)     | D     | Romarin Billong      |
|    | Francia (bandiera)  | D     | Pascal Fugier        |
|    | Francia (bandiera)  | D     | Jean-Marc Knapp      |
|    | Francia (bandiera)  | D     | Laurent Lassagne     |
|    | Francia (bandiera)  | D     | Bruno N'Gotty        |
|    | Germania (bandiera) | D     | Thomas Pfannkuch     |
|    | Algeria (bandiera)  | C     | Halim Ben Mabrouk    |
|    | Marocco (bandiera)  | C     | Abdelaziz Bouderbala |
|    | Francia (bandiera)  | C     | Pierre Chavrondier   |

| N. |                       | Ruolo | Calciatore            |
| -- | --------------------- | ----- | --------------------- |
|    | Francia (bandiera)    | C     | Laurent Debrosse      |
|    | Francia (bandiera)    | C     | Sylvain Deplace       |
|    | Belgio (bandiera)     | C     | Alfonso Fernandez     |
|    | Francia (bandiera)    | C     | Rémi Garde            |
|    | Francia (bandiera)    | C     | Bruno Génésio         |
|    | Francia (bandiera)    | C     | Claude-Arnaud Rivenet |
|    | Francia (bandiera)    | C     | Stéphane Roche        |
|    | Francia (bandiera)    | A     | Alain Baré            |
|    | Algeria (bandiera)    | A     | Ali Bouafia           |
|    | Jugoslavia (bandiera) | A     | Miloš Bursać          |
|    | Paraguay (bandiera)   | A     | Roberto Cabañas       |
|    | Francia (bandiera)    | A     | Guillaume Masson      |

## Risultati

### Coppa UEFA
| Arbitro: | Houben |

|           |           |  |
| Garde 18’ | Marcatori |  |

| Arbitro: | Worrall |

|             |           |           |
| Jansson 90’ | Marcatori | 54’ Roche |

| Arbitro: | McGinlay |

|                                         |           |                                           |
| Bouderbala 60’ Bursać 64’ Fernandez 88’ | Marcatori | 50’ Suna 52’, 78’ Mandıralı 89’ Çıkırıkçı |

| Arbitro: | Assenmacher |

|                                            |           |            |
| Mandıralı 19’, 81’ Aslan 27’ Çıkırıkçı 44’ | Marcatori | 41’ Bursać |